# Prince Albert-Duck Lake (circonscription saskatchewanaise)
Pour les articles homonymes, voir Prince Albert et Duck Lake.
Circonscription électorale provinciale du Canada
Prince Albert-Duck Lake est une circonscription électorale provinciale de la Saskatchewan au Canada. Elle est représentée à l'Assemblée législative de la Saskatchewan de 1975 à 1991.

## Liste des députés
| Parlement                                                                      | Années                                                                  | Député                                                                  | Député                                                                  | Parti                                                                   |
| Prince Albert-Duck Lake                                                        | Prince Albert-Duck Lake                                                 | Prince Albert-Duck Lake                                                 | Prince Albert-Duck Lake                                                 | Prince Albert-Duck Lake                                                 |
| Nouvelle circonscription, voir Prince Albert East et Prince Albert West        | Nouvelle circonscription, voir Prince Albert East et Prince Albert West | Nouvelle circonscription, voir Prince Albert East et Prince Albert West | Nouvelle circonscription, voir Prince Albert East et Prince Albert West | Nouvelle circonscription, voir Prince Albert East et Prince Albert West |
| ------------------------------------------------------------------------------ | ----------------------------------------------------------------------- | ----------------------------------------------------------------------- | ----------------------------------------------------------------------- | ----------------------------------------------------------------------- |
| 18e                                                                            | 1975–1977                                                               |                                                                         | David Steuart                                                           | Libéral                                                                 |
| 18e                                                                            | 1977-1978                                                               |                                                                         | Norm Wipf                                                               | Progressiste-conservateur                                               |
| 19e                                                                            | 1978–1982                                                               |                                                                         | Jerome Hammersmith (en)                                                 | Néo-démocrate                                                           |
| 20e                                                                            | 1982–1983                                                               |                                                                         | Jerome Hammersmith (en)                                                 | Néo-démocrate                                                           |
| 20e                                                                            | 1983-1986                                                               |                                                                         | Sidney Dutchak (en)                                                     | Progressiste-conservateur                                               |
| 21e                                                                            | 1986–1991                                                               |                                                                         | Eldon Lautermilch (en)                                                  | Néo-démocrate                                                           |
| Circonscription remplacée par Prince Albert Carlton et Prince Albert Northcote |                                                                         |                                                                         |                                                                         |                                                                         |